# Tetraplasandra kavaiensis
Tetraplasandra kavaiensis là một loài thực vật có hoa trong Họ Cuồng cuồng. Loài này được (H.Mann) Sherff miêu tả khoa học đầu tiên năm 1952.